# Dereck Lively
Dereck Jerome Lively II (ur. 12 lutego 2004 w Filadelfii) – amerykański koszykarz występujący na pozycji środkowego, od 2023 zawodnik zespołu Dallas Mavericks.
W 2022 wystąpił w meczach gwiazd amerykańskich szkół średnich – McDonald’s All-American, Jordan Brand Classic, Nike Hoop Summit. Został też wybrany najepszym koszykarzem szkół średnich stanu Pensylwania (Pennsylvania Gatorade Player of the Year).

## Osiągnięcia
Stan na 4 czerwca 2024, na podstawie, o ile nie zaznaczono inaczej.

### NCAA
- Uczestnik rozgrywek turnieju NCAA (2023)
- Mistrz turnieju konferencji Atlantic Coast (ACC – 2023)
- Zaliczony do:
  - I składu:
    - najlepszych pierwszorocznych zawodników ACC (2023)
    - defensywnego ACC (2023)

  - II składu turnieju ACC (2023)
- Najlepszy pierwszoroczny zawodnik tygodnia konferencji ACC (6.02.2023)

### NBA
- Zaliczony do II składu debiutantów NBA (2024)[4]
- Zwycięzca turnieju Panini Rising Stars (2024 – Team Jalen)[5]